# Aller
Aller (en asturiano: Ayer) es un concejo español de la comunidad autónoma del Principado de Asturias. Limita al norte con el concejo de Mieres, al sur con la provincia de León, al este con los concejos de Laviana, Caso y Sobrescobio y al oeste con el concejo de Lena. Cuenta con una población de 10 413 habitantes (INE 2020).
Cruzado por el río del mismo nombre, forma parte junto con los concejos de Lena y Mieres de la cuenca minera del Caudal. Su principal actividad económica ha sido la minería del carbón, especialmente en la parte baja del valle, compaginada con la agricultura y la ganadería. El curso bajo del río Aller, cerca de su confluencia con el Lena, forma un valle profundo entre empinadas laderas cubiertas de bosques. Dominan el paisaje los castilletes de los pozos de carbón y las edificaciones de los pueblos mineros.
Río arriba se llega a Cabañaquinta, capital del concejo desde 1869, pasada la cual el paisaje se transforma paulatinamente en un valle de alta montaña que culmina en el puerto de San Isidro (1520 m), límite de Asturias con León. La belleza de este paisaje y la atracción de la estación de esquí en el puerto han supuesto un espectacular crecimiento del sector turístico en los últimos años, destacando la localidad de Felechosa, a 13 km del alto.
Entre las bellezas naturales se encuentran las Hoces del Pino y las del Aller, profundas gargantas excavadas por estos ríos en la caliza de montaña. Además, el concejo ofrece una gran variedad de rutas que siguen los caminos de los pastores tradicionales desde los pueblos del fondo de los valles hasta las hermosas brañas imposibles de adivinar desde abajo.
También se puede acceder a cumbres emblemáticas como el Torres (2100 m), el Toneo, Peña Redonda, el Retriñón, Peña Mea y la Cúpula de Moreda.

## Geografía
El concejo está formado por tres zonas bien diferenciadas entre sí: Alto, Medio y Bajo Aller, con unas alturas medias sobre el nivel del mar de 1000, 500, y 300 metros respectivamente. Este concejo toma su nombre del río que lo atraviesa de sudeste a noroeste, teniendo a su vez otros dos ríos de cierta importancia. El río Aller hace también otra diferente demarcación, así en la parte baja del río Aller, es donde se dan cita los mayores núcleos de población desde hace poco más de un siglo: Caborana, Moreda, Oyanco, que se han desarrollado con la minería del carbón, y la parte alta del río Aller donde el concejo mantiene el aspecto rural tradicional, teniendo en esta zona espléndidos paisajes y numerosos atractivos turísticos. En el concejo hay dos lugares catalogados como Monumentos Naturales: Las Foces del Pino y el Tejo de Santibáñez de la Fuente.
Su clima es templado como consecuencia de la protección que ofrece las montañas contra los vientos de la meseta. Su orografía muy abrupta con quebradas y frondosas montañas, algunas con pendientes que van entre los 40 y los 50 °C. El 60 % de su territorio es de interés paisajístico ya que son terrenos sumamente accidentados. Sus laderas tienen abundantes bosques, diferenciando distintas especies de árboles según las zonas en la que nos encontremos, así en la zona alta tenemos el haya, y en las zonas medias y bajas el castaño. Por su clima, el suelo es bueno para la agricultura en las zonas bajas cerca de los cauces de los ríos, teniendo del mismo modo, unos buenos pastos, lo que les hace tener una buena cabaña de vacuno, en especial la parda alpina que es muy rica en manteca. También hay que destacar sus buenas cabañas caballar y lanar.

## Historia

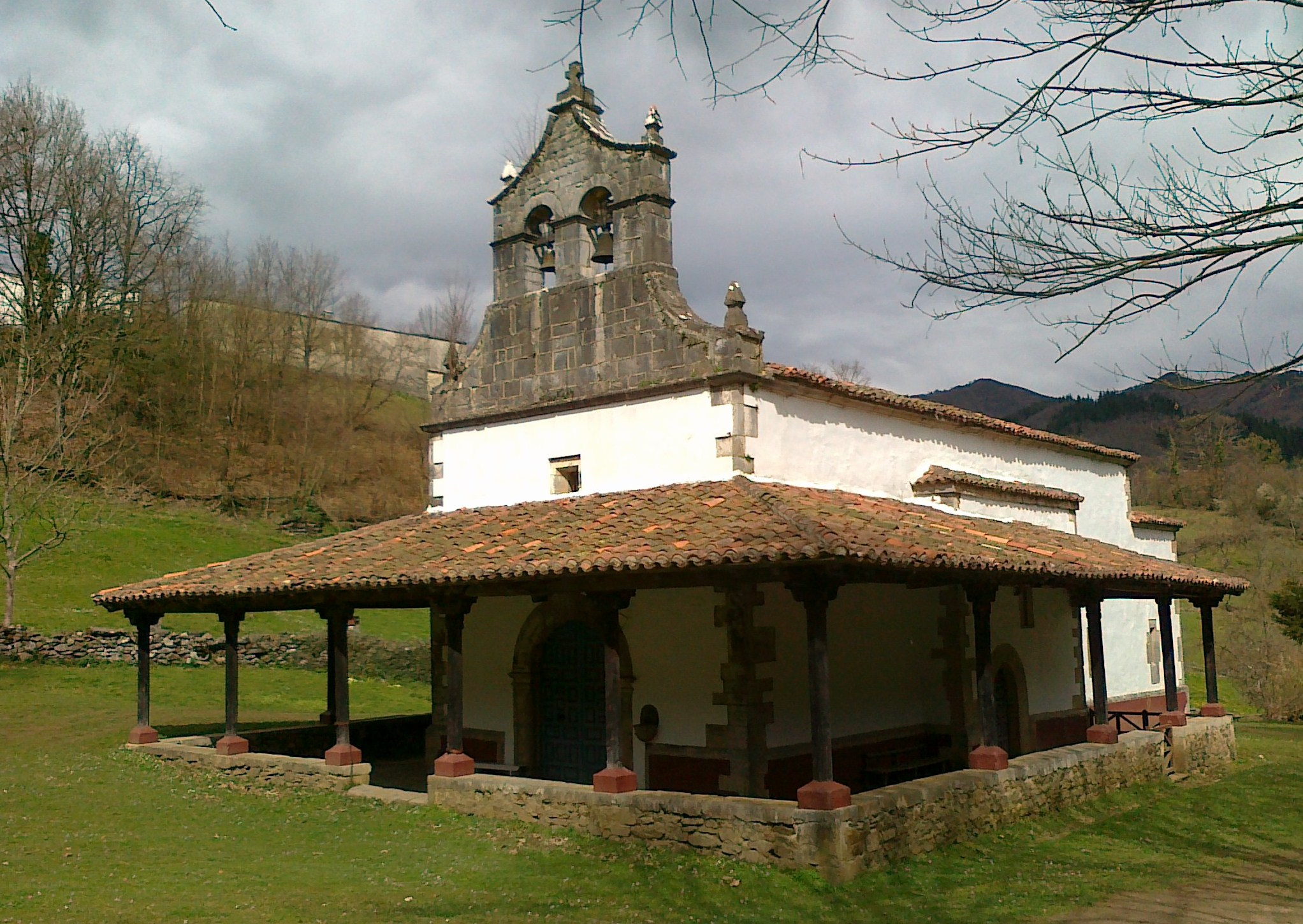
Santuario de Nuestra Señora de Miravalles

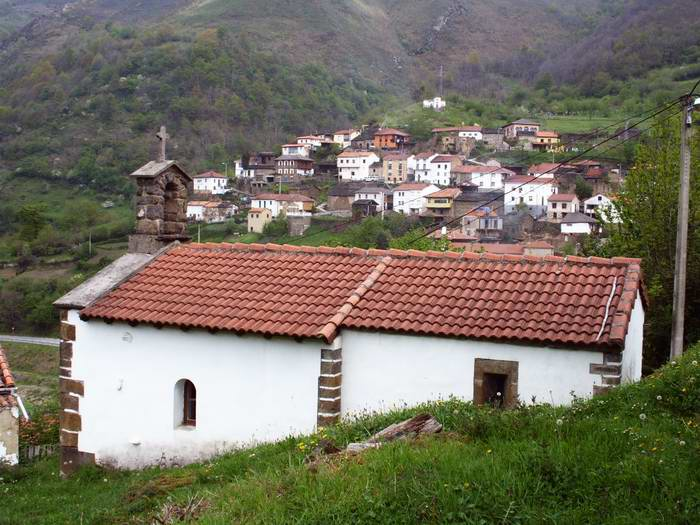
Murias

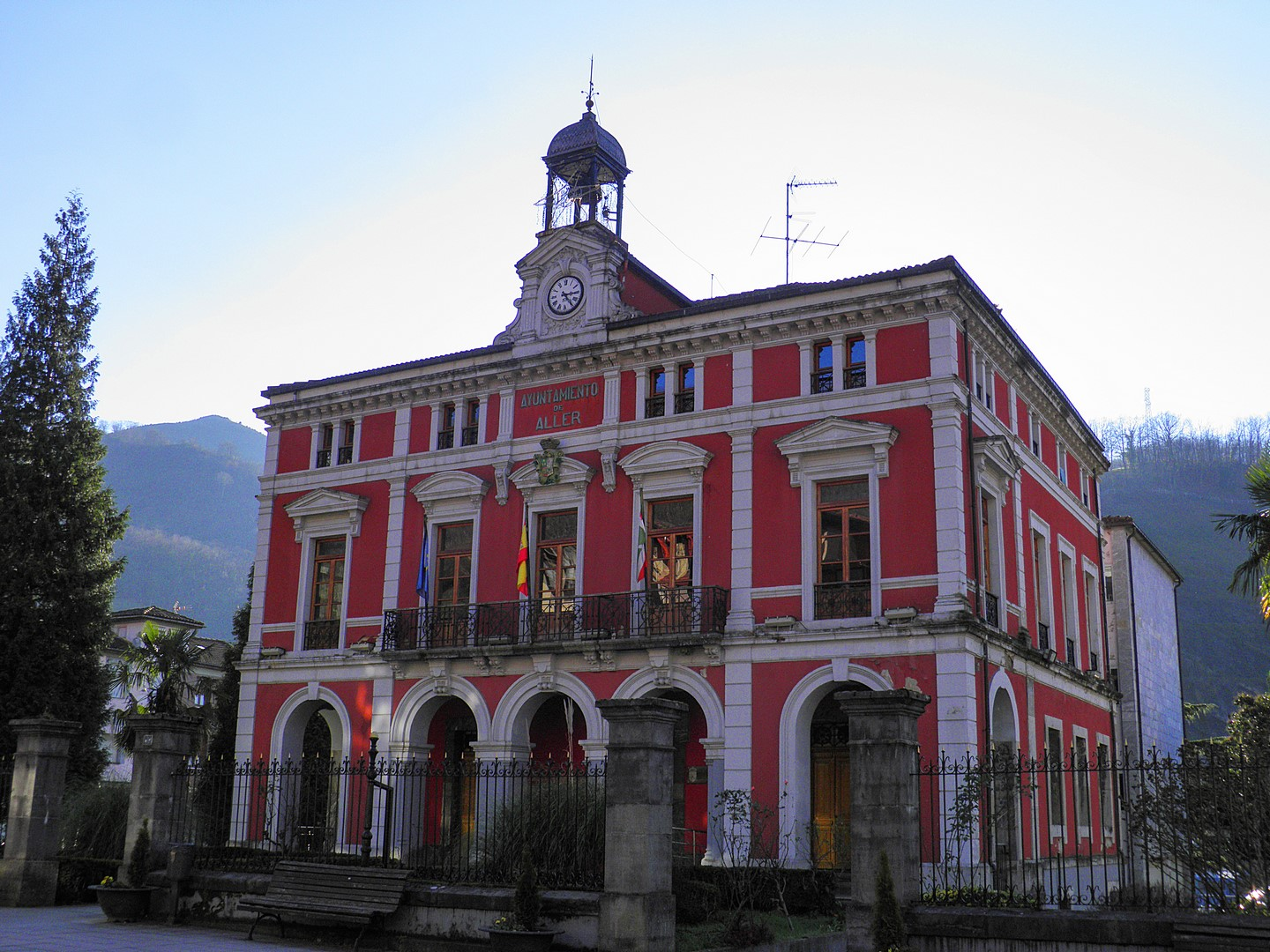
Casa consistorial, en Cabañaquinta

La primera presencia humana se puede atribuir a los tiempos neolíticos y al comienzo de la Edad de los Metales, atribuyéndose a este último marco dos estructuras neolíticas cerca de Boo. La comunidad asentada aquí nos ha legado útiles e instrumentos de su actividad, en concreto, se hallaron dos puñales, uno de espiga y otro alabardado.
La época de bronce, aparece representada por un brazalete del mismo metal encontrado cerca de Cabañaquinta. También destacaremos el moyón de la Corralá, situado en la Pola del Pino. Aunque tiene una incierta atribución cronológica y es un monolito de arenisca hincado en el suelo verticalmente, su forma nos recuerda representaciones fálicas, contiene diversos motivos grabados: cruces, cazoletas y una figura humana.
Respecto a la romanización, hay algunos datos que destacaremos: una vía romana que divide los concejos de Lena y Aller conocida como vía Carisa, la cual se dirigía de Lena a Lugo de Llanera. Finalmente, datos poco concretos y mal contrastados hacen referencia a diferentes vestigios. Un casco de cobre con varios relieves, gran cantidad de monedas de plata anteriores a Tiberio. Todos ellos constituyen los últimos restos arqueológicos, conocidos anteriores al Medievo.
La Alta Edad Media supone contar con las primeras noticias escritas sobre diversos lugares alleranos. Una primera referencia la encontramos en un documento de la catedral ovetense, supuestamente del año 857 que hace referencia a un afluente del río Aller. En el periodo de vigencia del reino astur encontramos documentos que nos hablan del crecimiento espacial del valle. Las fuentes arqueológicas datan el poblamiento de estos lugares en los siglos IX y X, como así nos lo demuestran las inscripciones de la iglesia de San Vicente de Serrapio, que data del año 894, y la iglesia de San Julián de Llamas que cuenta con un epígrafe que sitúa su primitiva construcción en el año 940. A partir del siglo XI, la organización espacial de la comarca aparece mucho más definida, como lo demuestra un documento en el que un tal Senior y su mujer Olimpia, ceden una serie de propiedades para la fundación de un hospital.
Es en el periodo bajomedieval donde hay modificaciones en la estructura del poblamiento del valle, concretamente durante el reinado de Alfonso X, en el que la puebla de Aller pertenece al elenco de nuevas villas creados por este rey. A partir de entonces la corporación allerana comienza a funcionar de forma regular y se registran los primeros cargos concejiles.
De todas formas es de sobra conocida la escasez de estudios durante los llamados siglos modernos, y pocos son los datos que nos permiten individualizar su evolución. A partir del siglo XVIII los datos de Hacienda y del Archivo Histórico Nacional, nos revelan un poderosísimo sector ganadero, cuya cabaña en todas sus modalidades se cuenta entre las más numerosas de Asturias. Otra de las actividades que tuvieron su despegue en esta época fue la comercial, especialmente atractiva por su situación de enclave en el itinerario entre Asturias y la Meseta.
Pero lo que realmente consolida como el verdadero canal de comunicación allerano con el exterior, fue el Puerto de San Isidro en el siglo XIX, con la construcción de una carretera que unía el valle principal con la cuenca del Caudal. A raíz de esta novedosa y parca infraestructura viaria, comenzaron a explotarse los primeros yacimientos carboníferos de Aller. De aquí en adelante fue una expansión constante, aumentada en las últimas décadas del siglo con la aparición del ferrocarril, que articuló los valles del Caudal y Lena.
La hulla allerana recibirá un importante impulso ante las facilidades para conectar el valle de Aller con la principal vía asturiana, su historia fue de un constante crecimiento. Pasado por la guerra civil española, el concejo de Aller quedó enclavado como el resto del sector centro-oriental en la zona republicana, situación en la que permaneció hasta casi la definitiva caída del frente norte peninsular.
Paradójicamente la posguerra, con su autarquía económica, favoreció el resurgir de la actividad minera, apareciendo nuevas modalidades de extracción, debido al progresivo agotamiento de las minas de montaña, circunstancia que obligó a la explotación de los pozos, concentrándose la población aún más en el fondo de los valles y proliferando las construcciones de barriadas de protección oficial.
Todo esto ha traído un cambio significativo en los pueblos, como Boo, creándose nuevas parroquias como fue el caso de Caborana.
La nueva política económica aperturista gravará la crisis económica del carbón que dará lugar a la creación de Hunosa en 1967, resultante de la intervención estatal. A partir de entonces, la actividad económica allerana entra en evidente declive, sólo ralentizada por las buenas perspectivas que las tierras altas ofrecen, para el sector turístico.

## Demografía
Aller cuenta con una población de 10 012 habitantes (INE 2024).
| Gráfica de evolución demográfica de Aller entre 1842 y 2021                                                         |
| |
| Población de derecho según los censos de población del INE Población de hecho según los censos de población del INE |

La explotación en el siglo XIX de los recursos hulleros existentes en el subsuelo, trae una dinámica demográfica muy ligada al empleo en la actividad minera, así en 1900, su población asciende a 13 159 personas, cifra muy elevada si tenemos en cuenta el carácter montañoso de la mayor parte del terreno. Todo esto siguió creciendo mientras se intensificaban las labores de extracción de carbón, lo que ocurrió durante las tres primeras décadas del siglo XX, logrando alcanzar el municipio los 24 658 habitantes en 1930. En los diez años siguientes, la producción de carbón decae al cerrarse muchas pequeñas minas y con ello la población que pierde es algo más de 1000 habitantes.
Finalizada la Guerra Civil, se da un nuevo impulso a la actividad minera y con ello la consiguiente recuperación demográfica, llegando a tener en 1960 más de 28 690 habitantes. Desde entonces el ritmo impuesto de continuos cierres y su pérdida de puestos de trabajo trajo un descenso demográfico. Así en 30 años se perdió una población de más de 11 000 habitantes. Es rara su emigración a naciones americanas, pero sí más importante la producida a países centroeuropeos en los años setenta. Aquellas personas vuelven al jubilarse, lo que está aumentando su porcentaje de senectud.

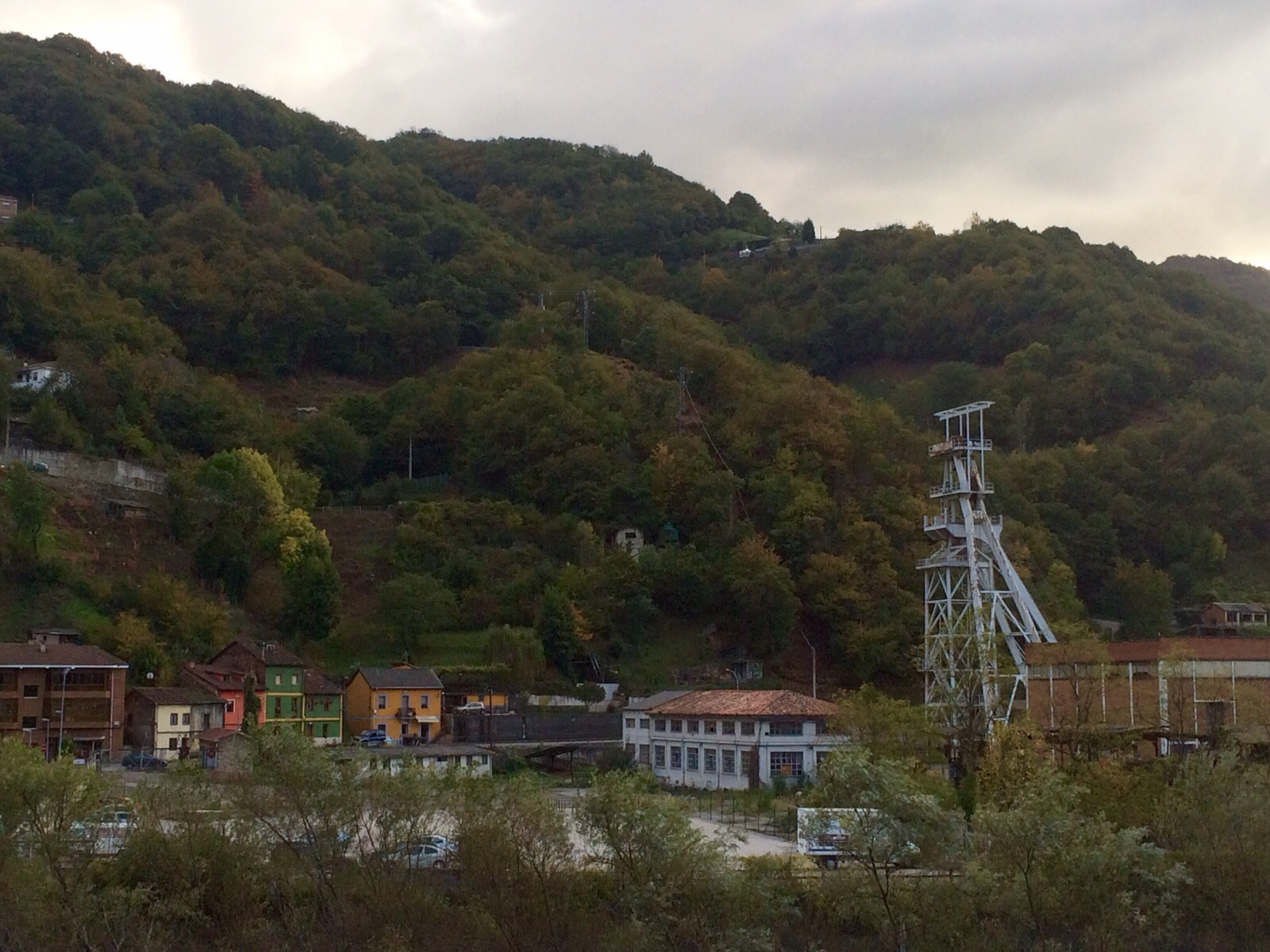
Pozo San Antonio de Moreda, ya sin actividad

La mayor parte de la población está concentrada en el Bajo Aller, debido a la gran explotación minera del carbón en zonas como Moreda, Caborana, Piñeres y Boo, disminuyendo la población a medida que se va al sudeste, siendo muy escasa la población en el Alto Aller. Su población ha estado basada en su riqueza económica, directamente relacionada con el carbón. En el año 1960 trabajan en la minería en este concejo 5050 personas, hoy difícilmente llegan a las 2000. El descenso de la producción y explotación del carbón y la expansión de la industria, produce una caída del empleo en la zona, de ahí la emigración a Centroeuropa o al centro de Asturias.
En el siglo XXI, está surgiendo otro recurso económico que es el turismo, atraído por las numerosas ofertas del concejo de Aller: paisaje, senderismo, rutas de montaña, deportes de invierno y una gastronomía importante, además del Camino de Santiago Allerano, una antigua Ruta de Peregrinación.

## Administración y política

### Gobierno municipal
En el concejo de Aller, el partido que más tiempo ha gobernado es el PSOE. El actual alcalde socialista es Juan Carlos Iglesias, que ejerce el cargo desde 2019.
| Periodo   | Nombre                          | Partido | Partido                                    |
| --------- | ------------------------------- | ------- | ------------------------------------------ |
| 1979-1983 | Antonio Manuel García Barettino |         | Unión de Centro Democrático (UCD)          |
| 1983-2011 | Gabriel Pérez Villalta          |         | Federación Socialista Asturiana (FSA-PSOE) |
| 2011-2017 | David Moreno Bobela             |         | Federación Socialista Asturiana (FSA-PSOE) |
| 2017-2019 | David Moreno Bobela             |         | No adscrito                                |
| 2019-act. | Juan Carlos Iglesias            |         | Federación Socialista Asturiana (FSA-PSOE) |

| Partido político    | Partido político                                                    | 1979   | 1983   | 1987   | 1991   | 1995   | 1999   | 2003   | 2007   | 2011   | 2015   | 2019   | 2023   |
| Partido político    | Partido político                                                    | Ediles | Ediles | Ediles | Ediles | Ediles | Ediles | Ediles | Ediles | Ediles | Ediles | Ediles | Ediles |
|                     | Federación Socialista Asturiana (FSA-PSOE)                          | 8      | 11     | 9      | 8      | 10     | 10     | 8      | 7      | 7      | 6      | 6      | 13     |
|                     | Alianza Popular (AP)-Partido Popular (PP)                           | 0      | 6      | 5      | 6      | 5      | 6      | 7      | 7      | 5      | 4      | 5      | 2      |
|                     | Partido Comunista de España (PCE)-Izquierda Unida (IU)              | 2      | 2      | 2      | 1      | 1      | 1      | 2      | 3      | 3      | 3      | 2      | 1      |
|                     | Ciudadanos (CS)                                                     | —      | —      | —      | —      | —      | —      | —      | —      | —      | —      | 2      | —      |
|                     | Foro Asturias (FAC)                                                 | —      | —      | —      | —      | —      | —      | —      | —      | 2      | 2      | 1      | —      |
|                     | Xente por Ayer (XpA)                                                | —      | —      | —      | —      | —      | —      | —      | —      | —      | 1      | 1      | —      |
|                     | Alternativa Independiente Por Aller (AIPA)                          | —      | —      | —      | —      | —      | —      | —      | —      | —      | 1      | —      | —      |
|                     | Liga Asturiana (LA)                                                 | —      | —      | —      | —      | 1      | —      | —      | —      | —      | —      | —      | —      |
|                     | Partíu Asturianista (PAS)-Unidá Nacionalista Asturiana (UNA)        | —      | —      | —      | 1      | —      | —      | —      | —      | —      | —      | —      | —      |
|                     | Candidatura Allerana Independiente (CAI)                            | —      | 2      | 3      | —      | —      | —      | —      | —      | —      | —      | —      | —      |
|                     | Unión de Centro Democrático (UCD)-Centro Democrático y Social (CDS) | 11     | —      | 2      | 1      | —      | —      | —      | —      | —      | —      | —      | —      |
|                     | Vox                                                                 | —      | —      | —      | —      | —      | —      | —      | —      | —      | —      | —      | 1      |
| Total de concejales | Total de concejales                                                 | 21     | 21     | 21     | 17     | 17     | 17     | 17     | 17     | 17     | 17     | 17     | 17     |

### Organización territorial
El concejo de Aller está dividido en 18 parroquias:
- Bello (Beyo)
- Boo (Bo)
- Cabañaquinta (Cabanaquinta/ Cabañaquinta)
- Caborana
- Casomera
- Conforcos
- Cuérigo (Cuergo)
- Llamas (Ḷḷamas)
- Moreda (Morea/ Moreda)
- Murias
- Nembra
- Pelúgano (Peḷḷuno)
- El Pino
- Piñeres
- Santibáñez de la Fuente (Santibanes de la Fuente)
- Serrapio
- Soto
- Vega

## Cultura

### Arte

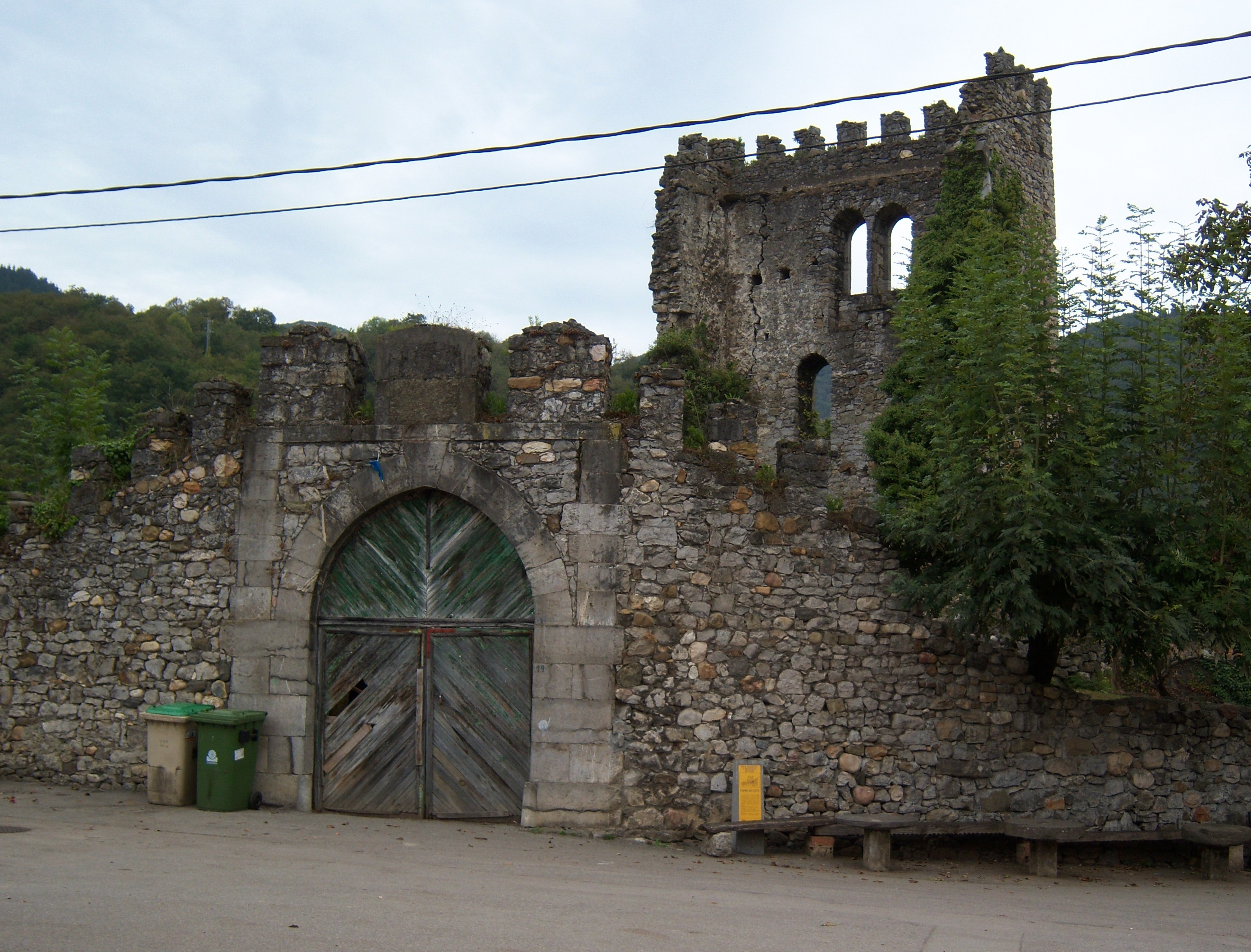
Castillo de Soto

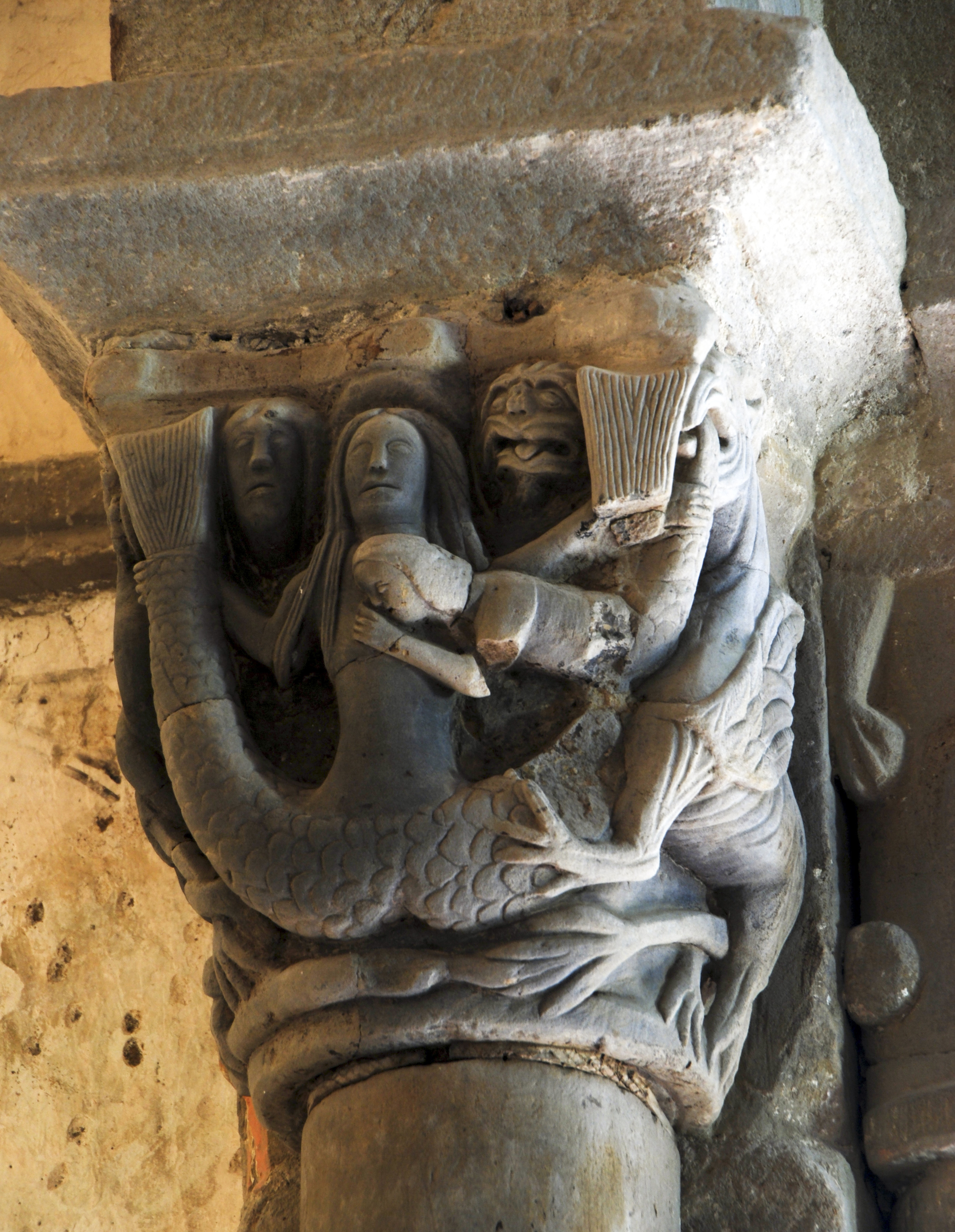
Capitel en San Vicente de Serrapio

- Los Megalitos de El Padrún o Cantu de Cruces en Boo, se encuentran en el cordal que separa los concejos de Aller y de Lena. Se trata de tres estructuras funerarias de tipo dolménico que constituye hasta el momento el vestigio más antiguo conocido (4000 años a. C) de la presencia humana en Aller.
- El Moyón de la Corrala en Pola del Pino. En el interior del pueblo se levanta este monolito de arenisca de casi dos metros de altura en el que están grabados diferentes símbolos, entre ellos una cruz griega y una figura antropomórfica. Los estudios realizados no han logrado determinar su verdadero origen, pudiendo ser un menhir de la época prehistórica (de ser así, serían unos de los más destacados del norte de España) o un mojón de los existentes en los caminos medievales.
- La iglesia de San Vicente de Serrapio mantiene su pureza de estilo románico en un ábside tripartido. Las pinturas de su capilla son del siglo XVII. Su primera estructura es de época romana de la que conserva una lápida en la sacristía dedicada a Júpiter. Esta iglesia está situada a 11 kilómetros de Serrapio en un lateral de la carretera sobre un mirador con vistas al valle medio del Aller. Esta iglesia se ha ido asentando sobre diversas construcciones, su primera estructura es de época romana, se modificó durante el prerrománico para volver a modificarla en el románico en el siglo XII. En la actualidad consta de tres naves con triple ábside, las diferentes reformas le han quitado su pureza de estilo románico, sólo manteniendo la cabecera triple.
- La iglesia de San Juan el Real de Llamas, de estilo románico rural del siglo XII, es Monumento Histórico Artístico.
- La iglesia de San Juan de Santibáñez de la Fuente, tienen una mezcla de restos tardorrománicos y del gótico rural.
- La iglesia de San Félix en El Pino, en ella hay que destacar sus retablos barrocos. Es Monumento Histórico Artístico.
- El Santuario de Nuestra Señora de Miravalles de 1745 en Soto.
- La iglesia de Santa Marina de Villar, destacando especialmente sus pinturas.
- El patrimonio industrial está muy presente en el concejo. Los pozos de San Antonio, San Fernando o Santiago son algunas de las explotaciones mineras que forman el conjunto patrimonial de Aller, además de estaciones, escuelas, puentes, bocaminas y viviendas que describen la historia industrial del concejo.
- Pueden verse casonas y castillos en diferentes zonas del valle de Aller, como: La casona y antiguo ayuntamiento del concejo perteneciente a los marqueses Solís Castañon situada en la parroquia de Bello.El palacio de Ordóñez y Villademoros. El palacio de Arias Prieto en Boo con su escudo y las armas de Castañones. El palacio de Arias Cacheros. El palacio de García de Vega, o El castillo del Soto, que posee un torreón bajomedieval del siglo XIV-XV, con varias reformas y construcciones alrededor. El castillo de Quirós del siglo XIV. El Parador de Felechosa, 1991 casa de indiano, declarada monumento de interés nacional. Son otras de las maravillosas muestras de arquitectura civil en este concejo.

### Habla
El habla de Aller es muy característico como dialecto del asturiano, tiene como rasgos propios como la llamada "che vaqueira" y la metafonía. Hablado mayormente en las zonas altas del concejo.

### Patrimonio inmaterial
Las principales fiestas del concejo son las de los Humanitarios de San Martín de Moreda, el 11 de noviembre, en la que los romeros van vestidos con el traje típico asturiano, la de San Antonio de Piñeres, el último domingo de agosto y la romería de Miravalles en Soto el 8 de septiembre. También son reconocidas las fiestas de El Carmen que son celebradas el último fin de semana de agosto en la localidad de El Pino y el Carmín en Felechosa, que se celebran el último lunes de agosto.
También se celebran varias ferias de ganado en Cabañaquinta, entre las que destacan en  la de Todos los Santos y el Mercaón del 26 de noviembre.